# Sismo de Sumatra de outubro de 2010
O Sismo de Sumatra (português brasileiro) ou Samatra (português europeu) de outubro de 2010 também conhecido como Sismo de Mentawai de 2010 de magnitude de 7.7 {\displaystyle M_{\mathrm {w} }} ocorreu na ilha de Sumatra em 25 de outubro de 2010, às 21h42min, hora local (25 de outubro de 2010, 15h42min UTC) (UTC). Um alerta de tsunami foi emitido de acordo com a Pacific Tsunami Warning Center em Honolulu. Ao tremor de terra seguiu-se um tsunami que atingiu as costas da ilha de Sumatra.
Nas horas seguintes ao tsunami, ocorreu uma erupção no vulcão Merapi, o que causou a evacuação de mais de 14 mil pessoas.